# YIVO

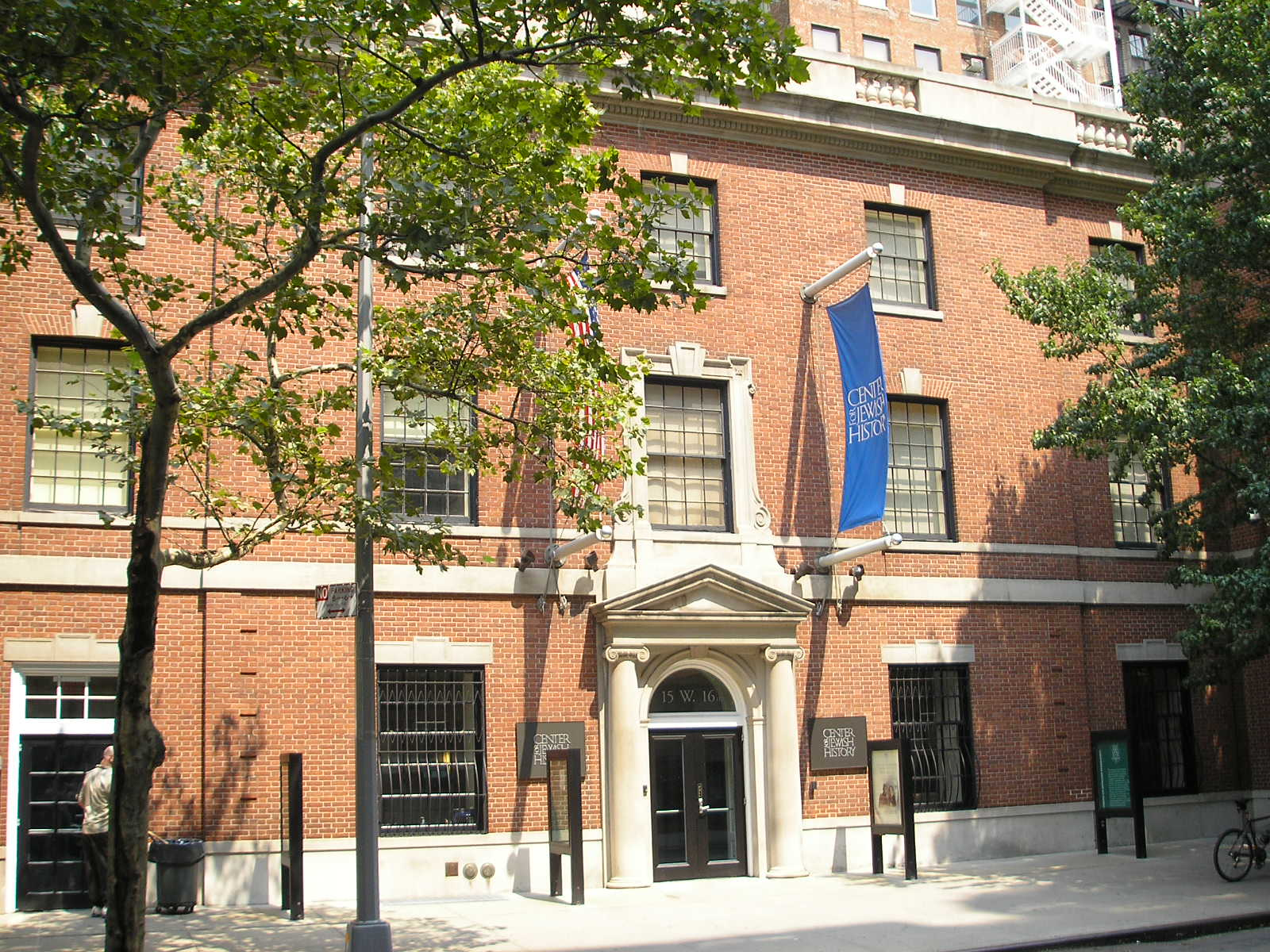
Das YIVO an der 16th Street in Manhattan, New York

Der Jiddischer Wissenschaftlecher Institut (ייִדישער װיסנשאַפֿטלעכער אינסטיטוט, deutsch ‚Jüdisches Wissenschaftliches Institut‘ bzw. in YIVO-Umschrift Yidisher visnshaftlekher institut, daraus das Akronym YIVO [ייִוואָ]) oder englisch YIVO Institute for Jewish Research (,YIVO-Institut für jüdische Forschung‘, vormals Yiddish Scientific Institute) ist ein Institut zur Erforschung der Kulturgeschichte des osteuropäischen Judentums und der jüdischen Emigration nach Amerika. Es hat heute seinen Hauptsitz in New York City und ist Mitglied des Center for Jewish History.
Das YIVO hat drei Schwesterorganisationen in Chicago (The Chicago YIVO Society), Argentinien (Fundación IWO) und Großbritannien (YIVO UK), die als unabhängige Institutionen fungieren.

## Gegenwart
Das YIVO beherbergt eine Bibliothek, die über 386.000 Bände zählt. Sein Archiv umfasst über 24 Millionen Manuskripte, alte Drucke, Photographien, Tonaufnahmen, Filme und Poster. Es besitzt damit die weltweit größte Sammlung zur Geschichte und Kultur des zentral- und osteuropäischen Judentums und der jüdischen Immigration in die Vereinigten Staaten.
Des Weiteren gibt das YIVO Publikationen zur jiddischen Sprache, Kultur und Geschichte heraus, in jüngerer Zeit etwa die YIVO Encyclopedia of Jews in Eastern Europe (2008).

## Geschichte
Das YIVO wurde 1925 auf einer Konferenz in Berlin gegründet und – gegen den Widerstand einer Mehrheit der Gründer, die das Institut in einem großen Zentrum hatten aufbauen wollen – im damals polnischen Vilnius als akademische Einrichtung zum Studium ostjüdischer und jiddischer Kultur und Wirtschaft eingerichtet. Zu den Gründern gehörten unter anderem der Philologe Max Weinreich (1894–1969), der Historiker Elias Tcherikower (1881–1943) und der Linguist und Autor Nochum Shtif (1879–1933).
Das YIVO wurde durch seine Arbeiten zur jüdischen Geschichte, jiddischen Literatur, jiddischen Philologie und jüdischen Ethnographie zu einem Zentrum der jüdischen Wissenschaft sowie unter anderem mit seiner 1937 festgesetzten Orthographie zur Autorität im Bereich der jiddischen Sprache. Zu den Mitarbeitern gehörten neben den schon genannten Gründern unter anderem Simon Dubnow, Saul M. Ginsburg, Alexander Harkavy, Judah A. Joffe, Zelig Kalmanovich, Jakob Lestschinsky, Yudel Mark, Samuel Niger, Noah Pryłucki, Salman Reisen, Jacob Robinson und Uriel Weinreich. Am YIVO wurden unter anderem die Periodika YIVO Bleter (‚Zeitschrift des YIVO‘, gegründet 1931), Yedies fun YIVO (‚Neuigkeiten aus dem YIVO‘, 1929) und Yidishe Sprakh (‚Jiddische Sprache‘, 1941) herausgegeben. In den 1990er Jahren wurde von Bibliothekaren während der sowjetischen Zeit verstecktes YIVO-Material aus Vilnius nach New York verbracht.
Der ursprüngliche Hauptsitz des Institutes war im seinerzeit polnischen Vilnius, Außenstellen gab es in Berlin, Warschau und New York City. 1927 gründete das YIVO überdies eine Niederlassung in Paris, als es im Zusammenhang mit dem Prozess gegen den Petljura-Attentäter Scholom Schwartzbard dort als Dokumentationszentrum zu arbeiten begann. 1940, nach dem Beginn des Zweiten Weltkrieges, wurde der Sitz nach New York verlegt, bevor die Nationalsozialisten 1941 das Institut in Vilnius plünderten. Die Außenstelle in Buenos Aires, die Fundación IWO, gibt es heute noch.
Kurz vor Kriegsausbruch besuchte die Historikerin Lucy Dawidowicz den YIVO in Vilnius und veröffentlichte später Erinnerungen darüber.